# Hyporhamphus acutus
Hyporhamphus acutus är en fiskart som först beskrevs av Günther 1872.  Hyporhamphus acutus ingår i släktet Hyporhamphus och familjen Hemiramphidae.

## Underarter
Arten delas in i följande underarter:
- H. a. acutus
- H. a. pacificus